# Leporinus acutidens
Leporinus acutidens és una espècie de peix de la família dels anostòmids i de l'ordre dels caraciformes.

## Morfologia
- Els mascles poden assolir 33 cm de llargària total.[3][4]

## Reproducció
Els mascles són sexualment madurs quan assoleixen un any d'edat, mentre que les femelles ho són als 2. La reproducció té lloc entre novembre i març, i la femella pon entre 100.000 i 200.000 ous.

## Hàbitat
Viu en zones de clima tropical.

## Distribució geogràfica
Es troba a Sud-amèrica: conca del riu Amazones, la Guaiana i l'Argentina.